# Elsas värld
Elsas värld är en webbaserad dramaserie producerad av Tre vänner, för TV3 Play. Första säsongen visades 2011–2012. Andra säsongen visades 2013. Den handlar om modebloggaren Elsa Gustavsson från Borås och är baserad på Sofi Fahrmans bok "Elsas mode". Ellen Bergström spelar huvudrollen Elsa. Övriga roller är Hugo – Joakim Nätterqvist, Johan – Victor von Schirach och Marilyn – Alida Morberg.

## Handling
Modetokiga Elsa Gustavsson återvänder till Sverige efter en vild tid i New York. Men hem till föräldrarna i Borås vill hon inte utan beger sig till Stockholm för att påbörja sin stjärnkarriär. Väl i huvudstaden möts hon av stängda dörrar och får flytta in i en etta hos sin barndomsvän Johan, frisören som drömmer om ett liv bortom salongen i Sundbyberg. I sin förtvivlan startar Elsa bloggen "Elsas Värld"". Hennes väg korsas av den framgångsrika Marilyn, som driver Stockholms hetaste modeblogg "Marilyns Showroom". När "Elsas Värld" växer sig starkare, så sticker det i ögonen på Marilyn som börjar smida illvilliga planer bakom Elsas rygg.
I Stockholms modekretsar finns också framgångsrike och snygge designern Hugo Cronstedt, som är chef  i det egna modehuset Cronstedts. Han faller mot alla odds för Elsa som är helt olik alla överklasskvinnor han träffat. 